# GT4 European Series

Logo des GT4 Europa Cup

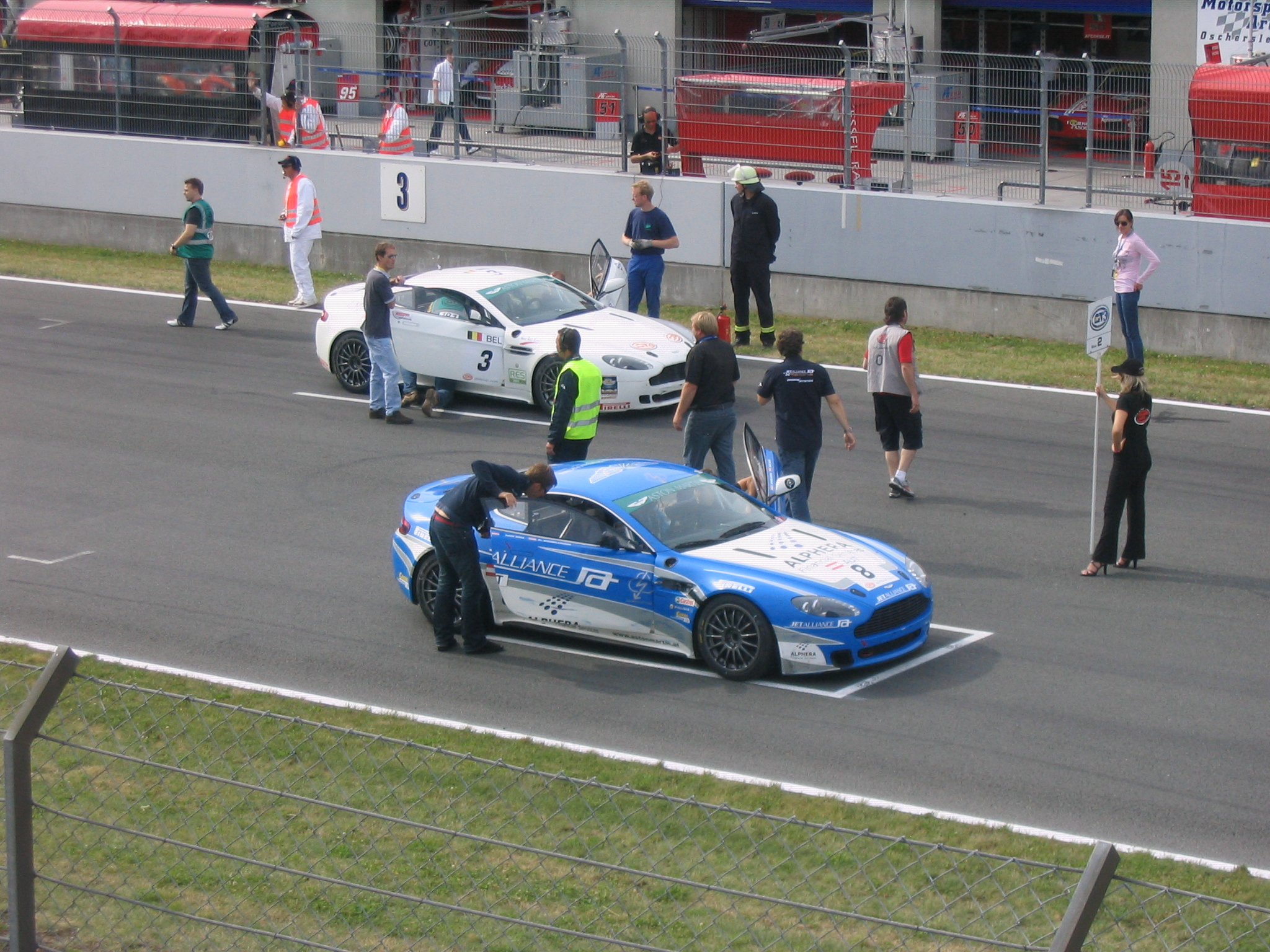
Zwei Aston Martin V8 Vantage N24 in der Startaufstellung zum Rennen in Oschersleben 2008

Die GT4 European Series, bis 2011 GT4 Europacup, ist eine Motorsportrennserie für GT4-Fahrzeuge.

## Geschichte

### GT4 Europacup
Er wurde 2007 von der SRO Belgium ins Leben gerufen, nachdem der SRO in den Vorjahren die FIA-GT-Meisterschaft und die FIA GT3-Europameisterschaft etabliert hatte. Der Europacup bildete damit den kostengünstigen Einstieg in die vom SRO initiierten GT-Rennserien und richtet sich mit gemäß dem sportlichen Reglement hauptsächlich an Bezahlfahrer, Profis werden jedoch nicht ausgeschlossen. Der Meistertitel wurde zunächst nur für Fahrer vergeben, seit 2008 existiert zusätzlich noch eine Teamwertung für die Klasse GT4. Im gleichen Jahr wurde zudem eine weitere Fahrzeugkategorie ausgeschrieben. Trotz der Maßnahme stieg die Zahl der Starter nur unwesentlich. Aufgrund zu geringer Nachfrage wurde der GT4 Europacup 2012 nicht ausgetragen.

### GT4 European Series
Im Jahr 2013 erfolgte der Neustart zunächst unter dem Namen Avon GT4 Trophy. Die Saison 2014 war daraufhin die erste Saison der GT4 European Series mit Organisator Max Braams. Um das Starterfeld zu füllen, fährt die GT4 Serie 2014 gemeinsam mit dem italienischen Ginetta Cup. Für die Saison 2015 muss auf diese Unterstützung verzichtet werden, jedoch sind drei neue Hersteller im Starterfeld zu finden.

### 2017: Aufteilung in zwei Serien
In der Saison 2017 wurden zwei verschiedene GT4-Serien als GT4 European Series ausgetragen: Die GT4 European Series wurde zum GT4 European Series Northern Cup, während die französische GT-Meisterschaft zum GT4 European Series Southern Cup wurde.

### Seit 2018
Seit 2018 wird der Northern Cup wieder europaweit als GT4 European Series ausgetragen während der Southern Cup zum FFSA GT Championship wurde.

## Reglement
Pro Wochenende werden zwei einstündige Rennen ausgetragen. Zwischen 25 und 35 Minuten Renndistanz öffnet sich ein Boxenstopfenster und der verpflichtende Fahrerwechsel muss durchgeführt werden. Die Fahrzeuge werden je nach Einstufung der Fahrer in drei Klassen eingeteilt: Silver, Pro-Am & Am.

### Punktevergabe
Die Punktevergabe erfolgte in jeder Klasse nach folgendem Schema:
| Punkteverteilung | Punkteverteilung | Punkteverteilung | Punkteverteilung | Punkteverteilung | Punkteverteilung | Punkteverteilung | Punkteverteilung | Punkteverteilung | Punkteverteilung | Punkteverteilung |
| Platzierung      | 1                | 2                | 3                | 4                | 5                | 6                | 7                | 8                | 9                | 10               |
| ---------------- | ---------------- | ---------------- | ---------------- | ---------------- | ---------------- | ---------------- | ---------------- | ---------------- | ---------------- | ---------------- |
| Punkte           | 25               | 18               | 15               | 12               | 10               | 8                | 6                | 4                | 2                | 1                |

### Zugelassene Fahrzeuge
In der GT4 European Series werden Fahrzeuge der Klasse GT4 eingesetzt. Es handelt sich dabei um eine kostengünstigere Einstiegsklasse für den GT-Sport unterhalb der Klasse GT3. Es sind nur geringe aerodynamische Modifikationen erlaubt, das Leistungsgewicht liegt bei etwa 3,5 kg/ps. Zur Angleichung der Fahrzeuge aneinander wird auf eine Balance of Performance gesetzt.
- Aston Martin V8 Vantage N24 (Prodrive)
- Aston Martin V8 Vantage GT4 (Prodrive, 2009)
- BMW M3 GT4 (2009)
- BMW Z4 M Coupe
- Corvette C6 GT4
- Ford Mustang FR500C GT4 (Matech Concepts)
- Ginetta G50
- Lotus Exige GT4 (Lotus Sport)
- Maserati Trofeo
- Nissan 350Z
- Porsche Cayman
- Porsche 997 GT3 (2009)

Von 2008 bis 2011 war eine weitere Klasse startberechtigt, zunächst unter dem Namen Sports Light wurde diese Kategorie ab 2009 in Supersport umbenannt. Dort starteten hauptsächlich Roadster, mit einem Mindestgewicht von 750 kg.
- Donkervoort D8GT
- KTM X-Bow
- Lotus 2-Eleven (Lotus Sport)
- Peugeot 207 Spider (2009)

## Meister
| Saison | Klasse                                           | Fahrermeisterschaft                                     | Teammeisterschaft                                |
| ------ | ------------------------------------------------ | ------------------------------------------------------- | ------------------------------------------------ |
| 2007   | GT4                                              | Eric de Doncker Mustang FR500C                          | nicht ausgeschrieben                             |
| 2008   | GT4                                              | Eric de Doncker Mustang FR500C                          | Motorsport98                                     |
| 2008   | Sports Light                                     | Christopher Haase KTM X-Bow                             | Motorsport98                                     |
| 2009   | GT4                                              | Joe Osborne Ginetta G50                                 | RJN Motorsport Nissan 350Z                       |
| 2009   | Supersports                                      | Augustin Eder KTM X-Bow                                 | RJN Motorsport Nissan 350Z                       |
| 2010   | GT4                                              | Paul Meijer Aston Martin GT4                            | Rhesus Racing Aston Martin GT4                   |
| 2010   | Supersports                                      | Gianni Giudici Lotus 2-Eleven                           | Rhesus Racing Aston Martin GT4                   |
| 2011   | GT4                                              | Ricardo van der Ende BMW M3 GT4                         | Ekris Motorsport BMW M3 GT4                      |
| 2011   | Supersports                                      | Gianni Giudici Lotus 2-Eleven                           | Ekris Motorsport BMW M3 GT4                      |
| 2012   | nicht ausgeschrieben                             | nicht ausgeschrieben                                    | nicht ausgeschrieben                             |
| 2013   | PRO                                              | Ricardo van der Ende                                    | Ekris Motorsport                                 |
| 2013   | AM                                               | Jörg Viebahn Porsche CUP GT4                            | Ekris Motorsport                                 |
| 2014   | PRO                                              | Ricardo van der Ende Bernhard van Oranje BMW M3 GT4     | Ekris Motorsport BMW M3 GT4                      |
| 2014   | AM                                               | André Grammatico BMW M3 GT4                             | Ekris Motorsport BMW M3 GT4                      |
| 2015   | PRO                                              | Jelle Beelen Marcel Nooren Chevrolet Camaro GT4         | V8 Racing Chevrolet Camaro GT4                   |
| 2015   | AM                                               | Daniel Uckermann Lotus Evora GT4 & KTM X-Bow GTR        | V8 Racing Chevrolet Camaro GT4                   |
| 2016   | PRO                                              | Peter Terting Jörg Viebahn Porsche Cayman PRO4 GT4      | PROsport Performance Porsche Cayman PRO4 GT4     |
| 2016   | AM                                               | Jérôme Demay Aston Martin Vantage GT4                   | PROsport Performance Porsche Cayman PRO4 GT4     |
| 2017   | als GT4 European Series Northern Cup ausgetragen | als GT4 European Series Northern Cup ausgetragen        | als GT4 European Series Northern Cup ausgetragen |
| 2018   | Silver                                           | Milan Dontje Nicolaj Møller-Madsen Audi R8 LMS GT4      | Racing One Audi R8 LMS GT4                       |
| 2018   | Pro-Am                                           | Markus Lungstrass Audi R8 LMS GT4                       | Racing One Audi R8 LMS GT4                       |
| 2018   | Am                                               | Nicolas Leutwiler Porsche Cayman GT4 CS MR              | Racing One Audi R8 LMS GT4                       |
| 2019   | Silver                                           | Simon Knap Alec Udell BMW M4 GT4                        | Leipert Motorsport Mercedes AMG GT4              |
| 2019   | Pro-Am                                           | Luca-Sandro Trefz Marcus Paverud Mercedes AMG GT4       | Leipert Motorsport Mercedes AMG GT4              |
| 2019   | Am                                               | Pascal Bachmann Clement Seyler Aston Martin Vantage GT4 | Leipert Motorsport Mercedes AMG GT4              |
| 2020   | Silver                                           | Valentin Hasse-Clot Theo Nouet Aston Martin Vantage GT4 | AGS Events Racing Aston Martin Vantage GT4       |
| 2020   | Pro-Am                                           | Bastian Buus Jan Kasperlik Porsche 718 Cayman GT4 CS MR | AGS Events Racing Aston Martin Vantage GT4       |
| 2020   | Am                                               | Nicolas Gomar Gilles Vannelet Aston Martin Vantage GT4  | AGS Events Racing Aston Martin Vantage GT4       |
| 2021   | Silver                                           | Bailey Voisin Charlie Fagg McLaren 570S GT4             | United Autosports McLaren 570S GT4               |
| 2021   | Pro-Am                                           | Fabien Michal Gregory Guilvert Audi R8 LMS GT4          | United Autosports McLaren 570S GT4               |
| 2021   | Am                                               | Michael Blanchemain Christophe Hamon Audi R8 LMS GT4    | United Autosports McLaren 570S GT4               |